# Gravel (ondergrond)

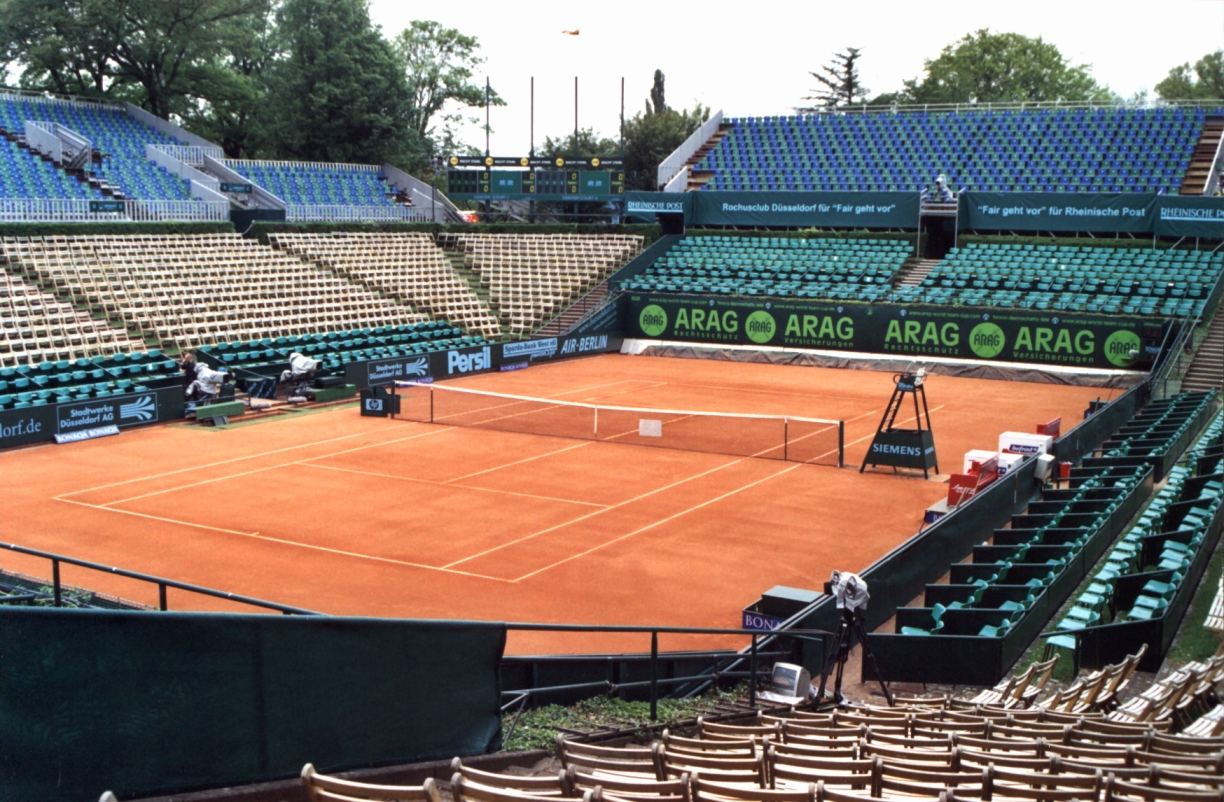
Gravelbaan in Düsseldorf

Gravel is een mengsel van gemalen puin, zoals baksteen en dakpannen. Het vindt onder andere toepassing als ondergrond voor tennisbanen, voor het zogeheten binnenveld in de honkbalsport, en soms voor atletiekbanen, de zogenoemde sintelbanen. Gravel kan ook worden gebruikt als ondergrond bij petanque. De gebruikte gravel bij een tennisbaan is doorgaans fijner vermalen dan bij andere sporten.
Gravel wordt vaak gebruikt als ondergrond bij tennisbanen, omdat het een goedkoop materiaal is. Het heeft daarentegen veel onderhoud nodig en moet bijvoorbeeld na elke wedstrijd aangeveegd worden. Daarnaast kan een gravelbaan niet gebruikt worden bij temperaturen onder het vriespunt.
Gravel werd aan het eind van de 19e eeuw voor het eerst als ondergrond voor een tennisbaan gebruikt door de gebroeders Renshaw, die tennisbanen wilden bouwen in de Franse Riviera. Vanwege de hoge temperatuur en de felle zon werd het gras snel dor, waardoor de banen niet goed bespeelbaar bleken. De banen hadden een beschermlaag nodig om goed bespeelbaar te blijven. De gebroeders Renshaw vonden deze toplaag bij een terracottafabriek in Vallauris. De afgekeurde potten werden vermalen en dit gruis bleek bruikbaar te zijn als ondergrond.
In het tennis is het een van de langzaamste ondergronden. Gemiddeld zal de snelheid van een tennisbal na een stuit op een gravelbaan met 59% vertragen. De bal stuit wel hoger op ten opzichte van andersoortige banen.
Het grandslamtoernooi van Roland Garros is een bekende tenniswedstrijd die op gravel wordt gespeeld.
Verwarrend is dat het Engelse woord "gravel" grind betekent. Een graveltennisbaan heet in het Engels een "clay court".